# Високоплан

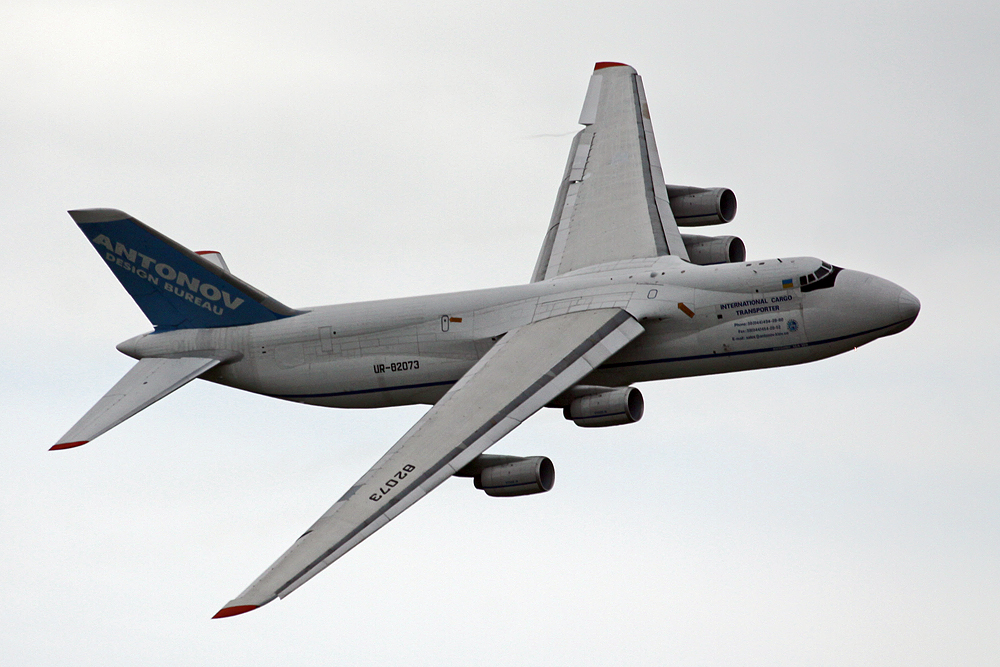
Ан-124 «Руслан». Для важких транспортних літаків високе розміщення крила є характерним.

Високоплан — літак (моноплан), крило якого проходить через верхню половину фюзеляжу, розміщується на ньому або над ним (високоплан-парасоль).

## Переваги високого розміщення крила
- Низьке розміщення фюзеляжу, що спрощує та прискорює завантаження літака, особливо — вантажних та вантажно-транспортних модифікацій (тому вантажні літаки (не перероблені з пасажирських) в основному високоплани — наприклад, Ан-12, Ан-124, Ан-225, Іл-76 і т. д.)
- Високе розміщення двигунів, що знижує імовірність їх пошкодження при зльоті на необладнаних ЗПП (наприклад, в бойових умовах).
- Зменшується паразитна аеродинамічна інтерференція з фюзеляжем, характерна для низького розміщення крила.
- Покращена поздовжня стійкість літака на великих кутах атаки.

## Недоліки високого розміщення крила
- Основні стійки шасі важко розмістити в гондолах на крилі в зв'язку з необхідністю великих розмірів амортизаційних стійок та ускладнення конструкції, що знижує надійність механізмів шасі. Тому шасі на високопланах встановлюють в напливах на фюзеляжі, що зменшує колію шасі і тому погіршує поперечну стійкість літака на землі при розгоні та пробігу в умовах бокового вітру. Винятки — високоплани Ан-24/Ан-26, Fokker 50 та Bombardier Dash 8 — однак у останнього типу виникало багато проблем з випуском та прибиранням шасі, що й привело до його виходу з флоту авіакомпанії Scandinavian Airlines в жовтні 2007.
- Обслуговування двигунів та крила у високопланів складніше, ніж у низькопланів, оскільки для цього необхідні драбини та ін.